# Почётная шпага рейхсфюрера СС
Почётная шпага рейхсфюрера СС (нем. Ehrendegen Reichsführer SS), сокр. Почётная шпага СС (нем. SS-Ehrendegen) или просто Шпага СС (нем. SS-Degen) — наградной знак отличия СС, прямой малый меч, который носили с германской униформой СС с 1935 по 1945 год. Впервые представлена в 1935 году. Шпага СС была разработана Карлом Дибичем, личным референтом Генриха Гиммлера по искусству и дизайну в СС. Первоначально изготовлением занимался Питер Дэн из фирмы «Кребс» (город Золинген, Германия).
Рейхсфюрер СС Генрих Гиммлер вручал шпаги офицерам и унтер-офицерам войск СС за особые заслуги.

## Дизайн
Шпага имела тонкое прямое лезвие, длина которого зависела от роста владельца. Рукоятка состояла из D-образной крестовины и чёрной ребристой деревянной ручки, обмотанной серебряной проволокой. На конце рукоятки крепился диск с двумя зиг-рунами.
Ножны шпаги были покрыты чёрной эмалью и имели посеребрённые окончания и крестовину. Они крепились к ремню с помощью алюминиевой цепочки, украшенной двойными зиг-рунами.
Унтер-офицерские шпаги отличались отсутствием орнамента на ножнах и серебряной проволоки на рукоятке, а руны изображались на колпачке, а не на рукоятке.

## Условия награждения

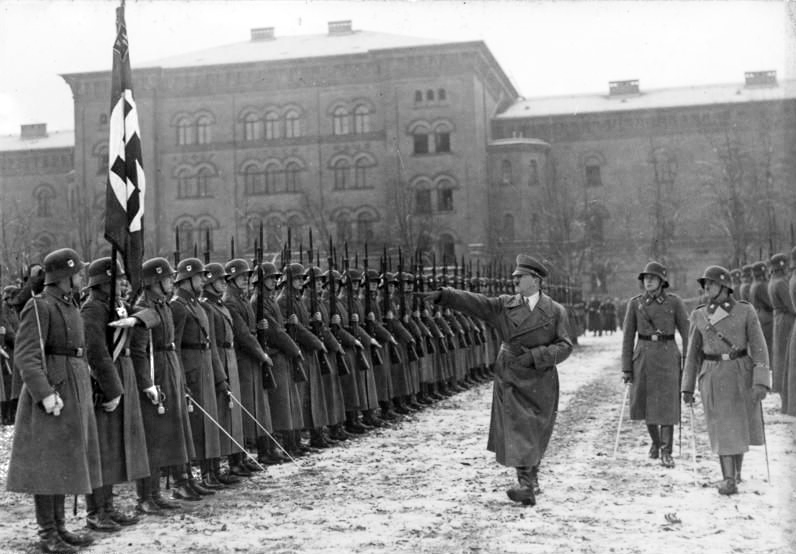
Парад 1935 года, крайний справа — Зепп Дитрих.

На имеющейся фотографии изображён Адольф Гитлер, который принимает парад в казарме Лейбштандарт (1935), при этом у некоторых офицеров можно заметить почётные шпаги. В отличие от почётного кинжала СС, особых условий для получения шпаги не было: основным фактором была личная привязанность Гиммлера. Чем выше было звание, тем выше была вероятность получения шпаги. Наличие шпаги указывало на то, что Гиммлер считал офицера одним из самых достойных членов СС.
Также шпаги вручались выпускникам юнкерских школ СС в Бад-Тельце и Брауншвейге за успешное завершение обучения. Награждение происходило после получения звания унтерштурмфюрера СС и принятия присяги.
Награждённый офицер получал вместе со шпагой сертификат от рейхсфюрера СС.

## Шпага из дамасской стали
Существовала особо редкая разновидность шпаги, которую вручал лично Гиммлер, обычно на юбилей. Она изготавливалась из дамасской стали, а получателями были обычно крупные промышленники, имевшие почётное звание СС не ниже оберфюрера, или особо приближённые к нему высокопоставленные деятели СС. На клинке были выгравированы золотом девиз СС и дубовые листья.

## Количество награждённых
| звание                | количество награждённых | Количество всех офицеров |
| --------------------- | ----------------------- | ------------------------ |
| штандартенфюрер СС    | 362                     | 621                      |
| оберфюрер СС          | 236                     | 276                      |
| группенфюрер СС       | 88                      | 96                       |
| обергруппенфюрер СС   | 91                      | 92                       |
| оберстгруппенфюрер СС | 4                       | 4                        |

Единственным обергруппенфюрером, не успевшим получить почётную шпагу, был Ганс Каммлер (пропавший без вести в 1945 году).